# Polen

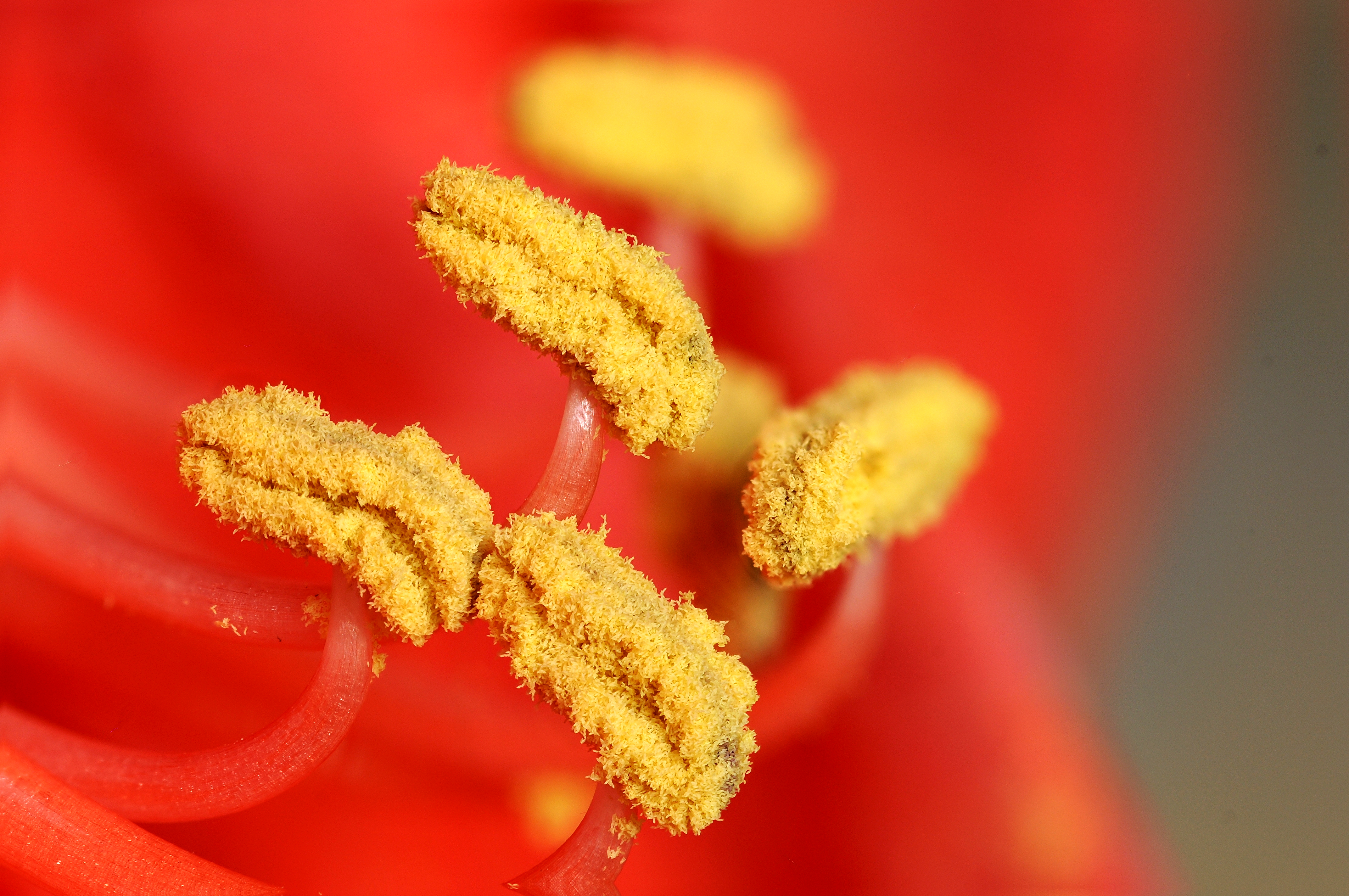
El polen en las anteras de un cultivar de Hippeastrum

El término polen (del latín pollen, «polvillo muy fino») es el nombre colectivo de los granos, más o menos microscópicos, que producen las plantas con semilla (espermatófitas), cada uno de los cuales contiene un microgametófito (gametófito masculino).
El saco polínico es la parte de la antera que contiene los granos de polen, en los órganos masculinos de la flor, los estambres.
El grano de polen contiene un individuo masculino reducido a dos o tres células: el gametófito masculino, la fase haploide en el ciclo de alternancia de generaciones característico de las plantas. Producida la polinización, cuando el grano de polen ha llegado a la superficie receptiva en la planta de destino, es decir al estigma en el caso de las angiospermas, o a la micrópila con gota polinizante en las gimnospermas, se produce su germinación. Del grano surge el tubo polínico, que es una emanación de citoplasma a través de la cual migran los núcleos masculinos en dirección a la oósfera (el gameto femenino) y el núcleo polar (en las angiospermas hay una fecundación doble).

## Formación y estructura

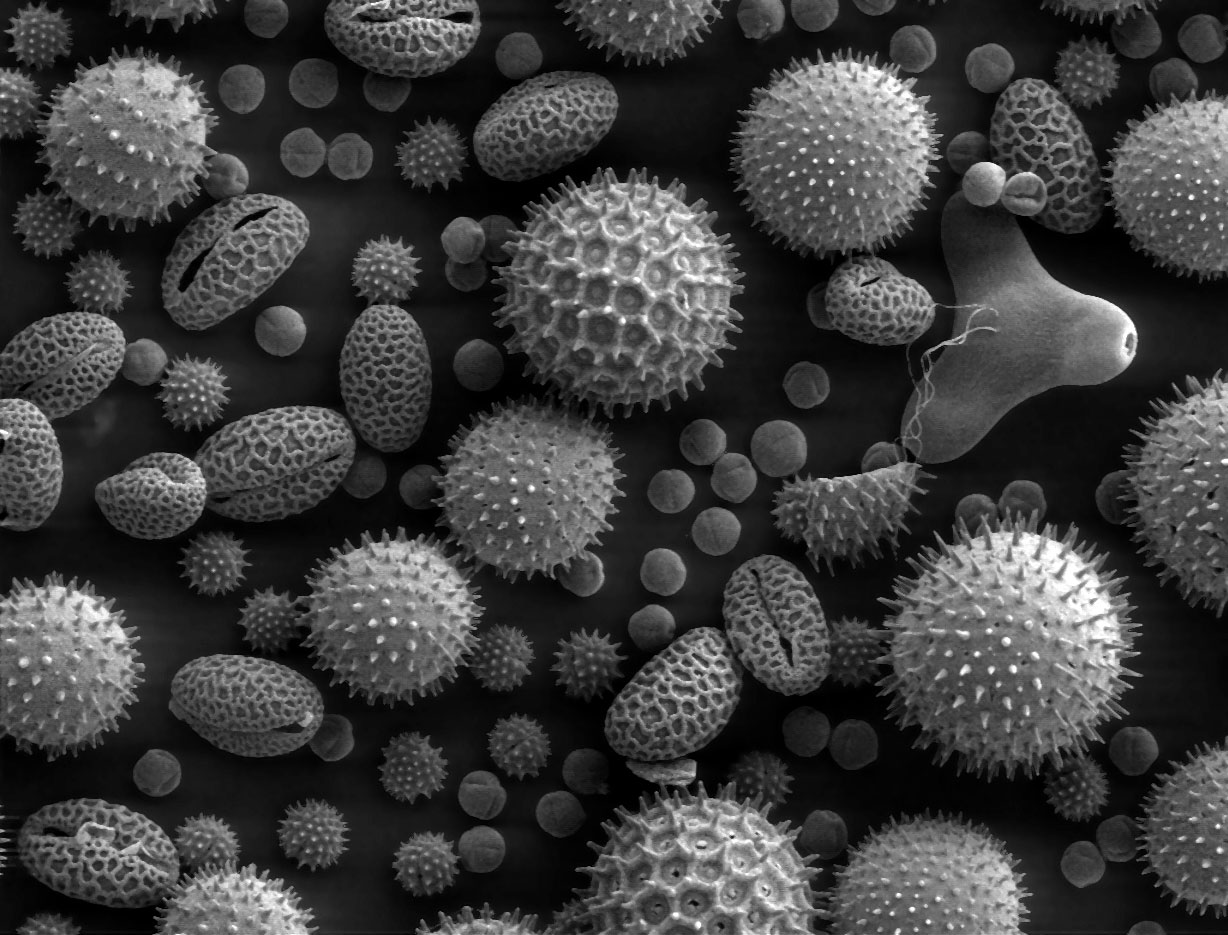
Granos de polen de varias especies ampliados mediante un microscopio electrónico de barrido.

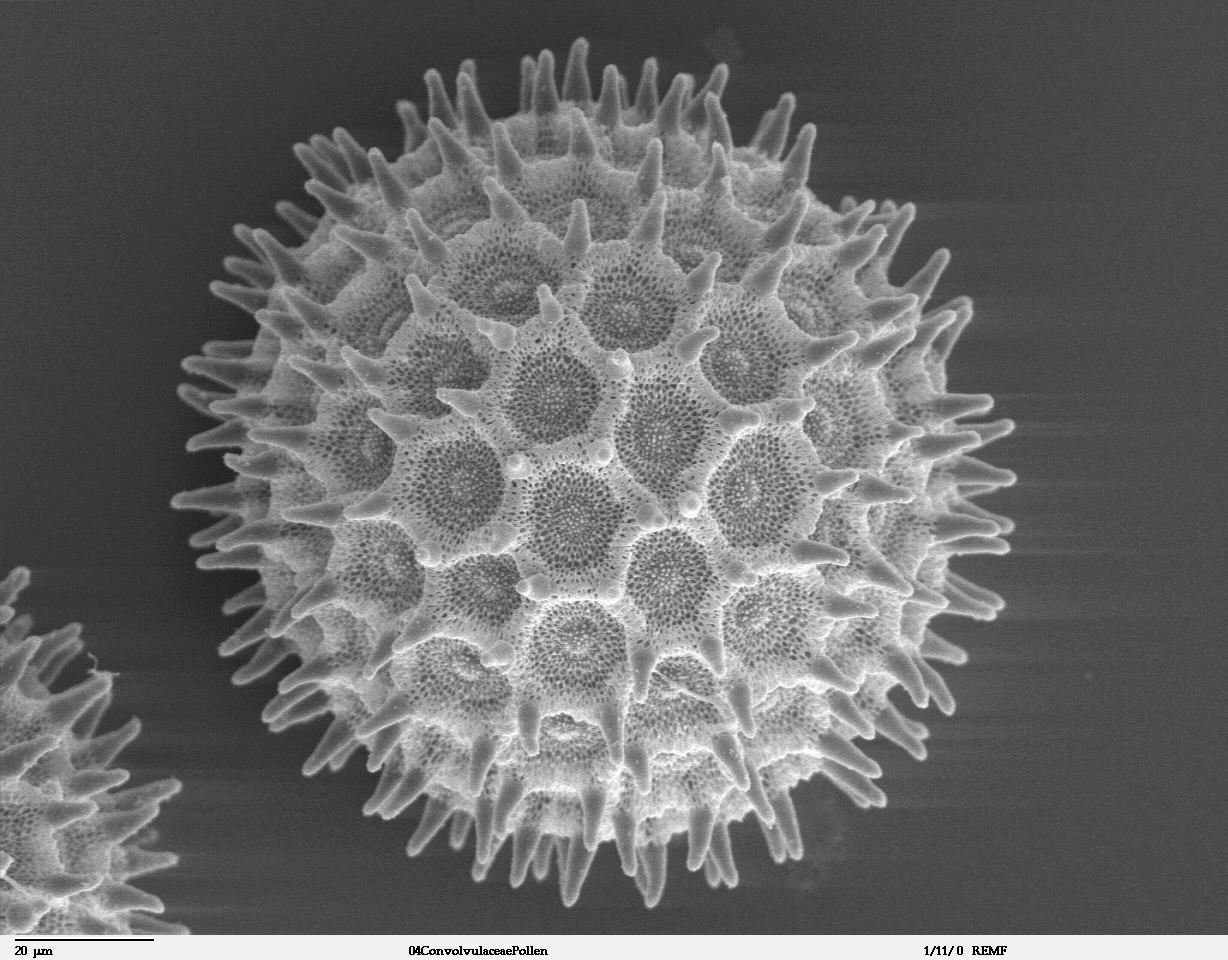
Polen de Ipomoea purpurea.

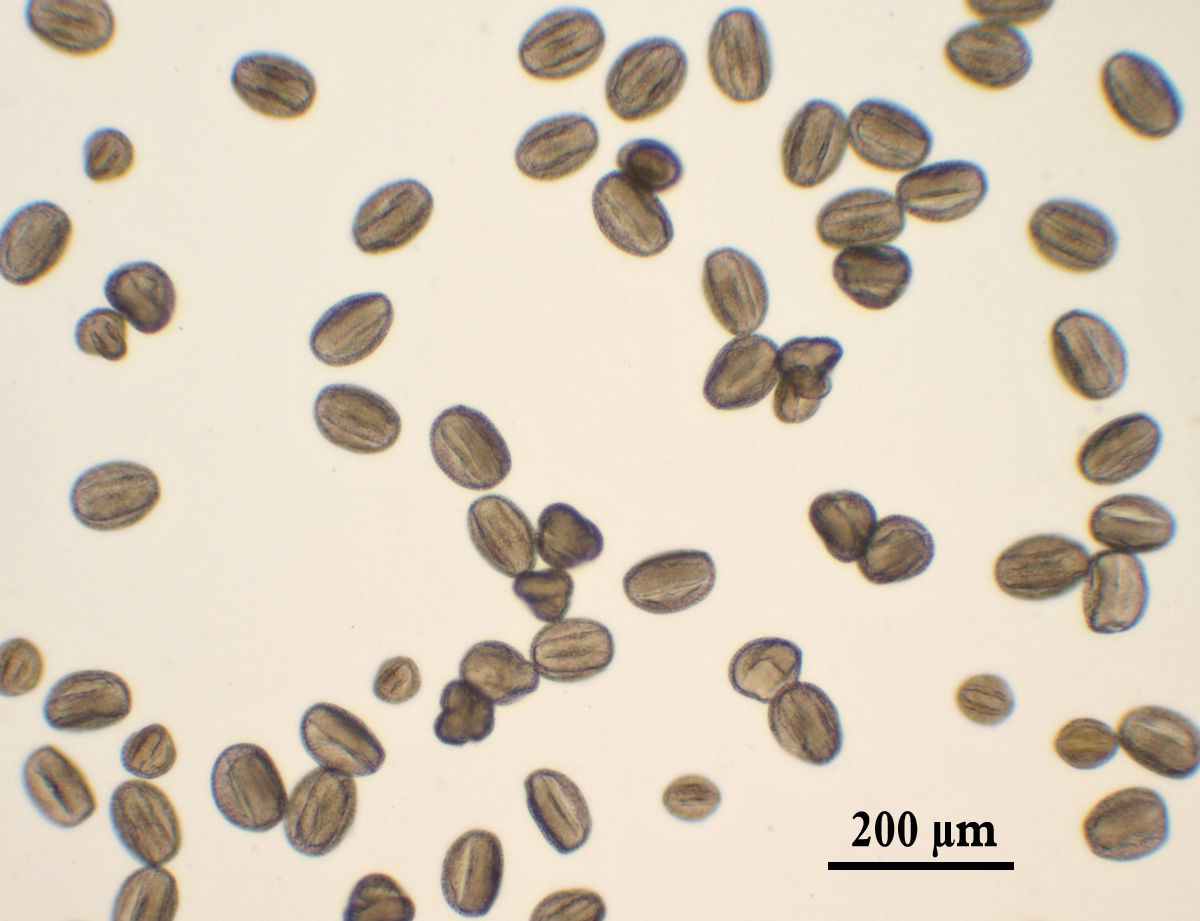
Polen de Euphorbia pulcherrima.

El polen en sí no es el gameto masculino.  Cada grano de polen contiene células vegetativas (no reproductivas) (solo una célula en la mayoría de las plantas con flores, pero varias en otras plantas de semillas) y una célula generativa (reproductiva). En las plantas con flores, la célula del tubo vegetativo produce el tubo polínico y la célula generadora se divide para formar las dos células espermáticas.

### Formación

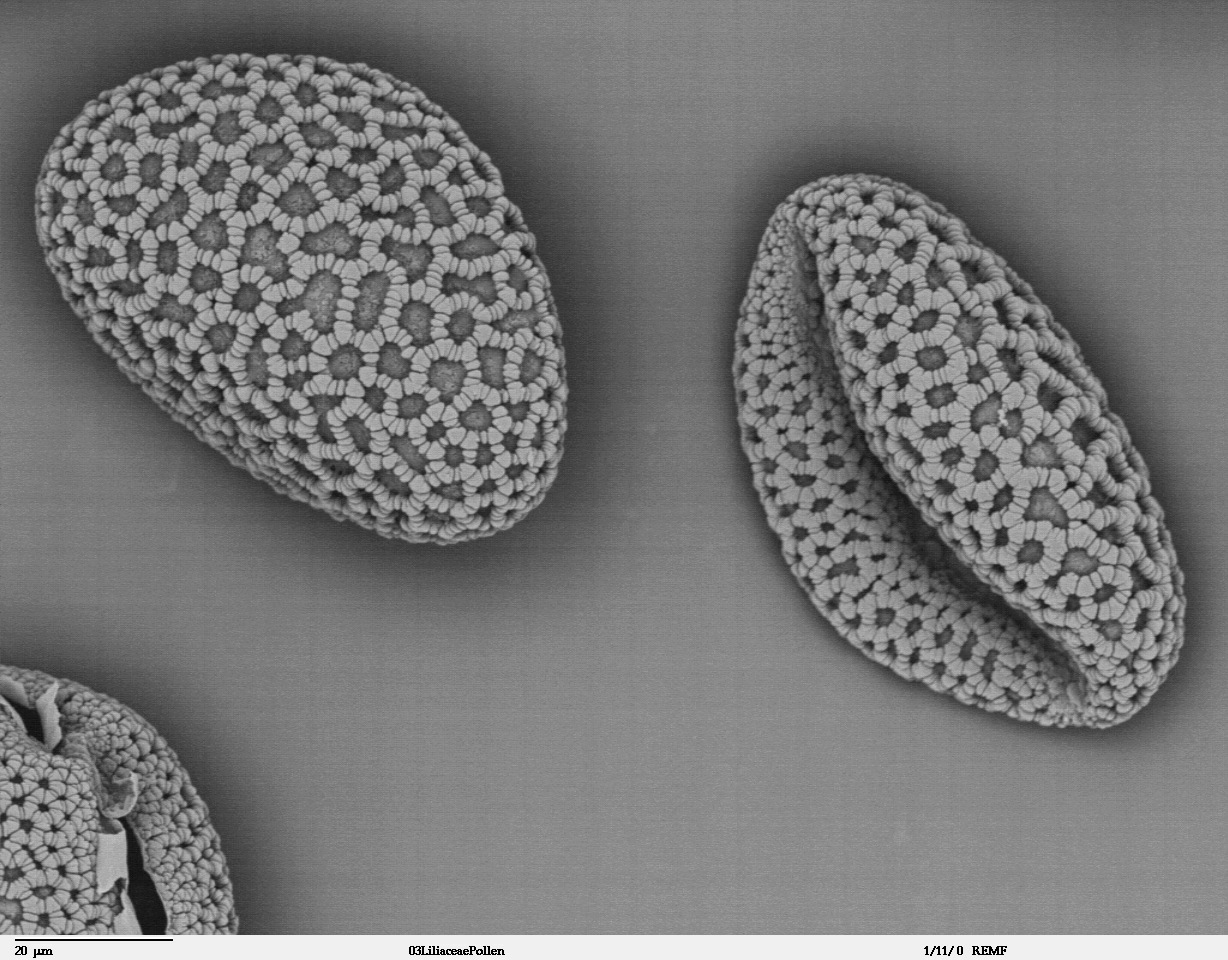
Polen de Lilium auratum con un solo surco (monosulcado)

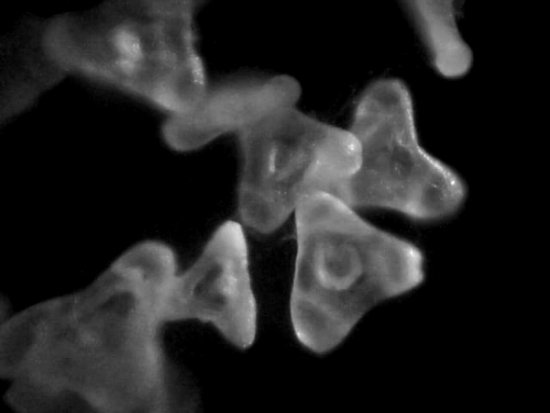
Polen triporado de Oenothera speciosa

El polen se produce en los microsporangios del cono masculino de una conífera u otra gimnosperma, o en las anteras de una flor de angiosperma. Los granos de polen tienen una amplia variedad de formas, tamaños y marcas superficiales características de la especie. 

Los granos de polen de pinos, abetos y píceas tienen alas. El grano más pequeño, de Myosotis, tiene 2,5-5 µm (0,005 mm) de diámetro. Los granos de polen del maíz son grandes, alrededor de 90 a 100 µm. La mayor parte del polen de las gramíneas mide alrededor de 20-25 µm.
En las angiospermas, durante el desarrollo de la flor, la antera está compuesta por una masa de células que parecen indiferenciadas, excepto por una dermis parcialmente diferenciada. A medida que la flor se desarrolla, se forman cuatro grupos de células esporógenas dentro de la antera. Las células esporógenas fértiles están rodeadas por capas de células estériles que crecen en la pared del saco polínico. Algunas de las células se convierten en células nutritivas que suministran nutrición a las microesporas que se forman por división meiótica de las células esporógenas.
En el proceso llamado microsporogénesis, se producen cuatro microesporas haploides de cada célula esporógena diploide (microsporocito, célula madre del polen o meiocito), después de la división meiótica. Después de la formación de las cuatro microesporas, que están contenidas por paredes callosas, comienza el desarrollo de las paredes de los granos de polen. La pared callosa se descompone mediante una enzima llamada callasa y los granos liberados aumentan de tamaño y desarrollan su forma característica formando una pared exterior resistente llamada exina y una pared interior llamada intina. La exina es lo que se conserva en el registro fósil. Se reconocen dos tipos básicos de microsporogénesis, simultáneos y sucesivos. En la microsporogénesis simultánea, los pasos meióticos I y II se completan antes de la citocinesis, mientras que en la microsporogénesis sucesiva sigue la citocinesis. Si bien puede haber un continuismo con formas intermedias, el tipo de microsporogénesis tiene importancia sistemática. La forma predominante entre las monocotiledóneas es sucesiva, pero existen importantes excepciones.
Durante la microgametogénesis, las microesporas unicelulares experimentan mitosis y se convierten en microgametofitos maduros que contienen los gametos. En algunas angiospermas, sin embargo, la germinación del grano de polen puede comenzar incluso antes de que abandone el microsporangio, y la célula generativa forme los dos espermatozoides. Esto sucede en las plantas vivíparas, como los mangles, Laguncularia racemosa por ejemplo.

### Estructura

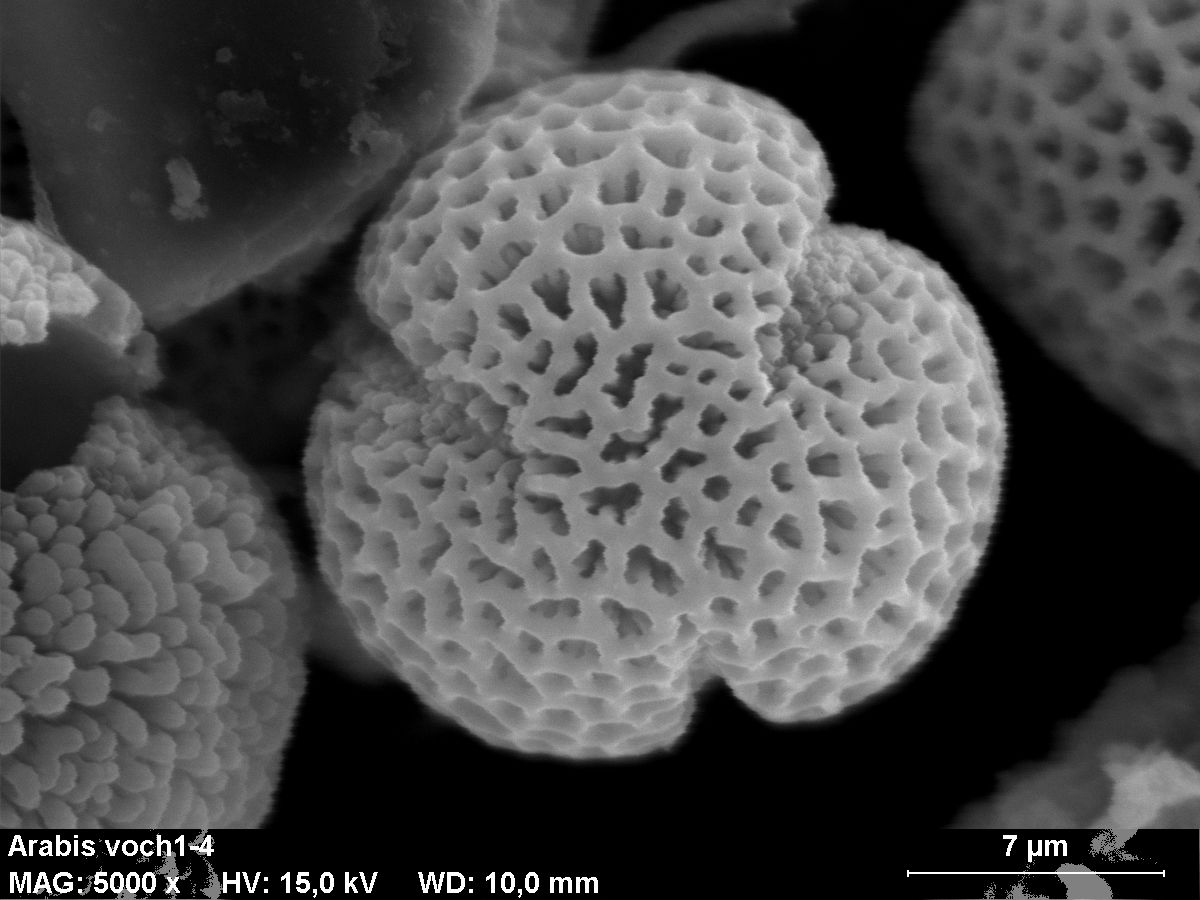
Polen con tres colpo de Arabis

Excepto en el caso de algunas plantas acuáticas sumergidas, el grano de polen maduro tiene una doble pared. Las células vegetativas y generativas están rodeadas por una pared delgada y delicada de celulosa inalterada llamada intina (o endospora), y una pared exterior cuticularizada, resistente y dura compuesta en gran parte por esporopolenina llamada exina (o exospora).

La exina a menudo tiene espinas o verrugas, o está esculpida de diversas formas, y el carácter de las marcas es a menudo valioso para identificar género, especie o incluso cultivar o individuo. Trabajo del que se ocupa la palinología. Las espinas (espínulas) que tienen menos de una micra de longitud se denominan espinulosas (escábridas), y si son más largas de una micra (echina, echinae) equinadas. Varios términos también describen el tipo de ornamentación (la escultura). Los principales son: reticulado (similar a una red que consta de elementos (murus) separados entre sí por un lumen), perforado, rugulado, psilado, escábrido, foveolado, fosulado, areolado o retipilado. 

La pared del polen protege a los espermatozoides mientras el grano se mueve desde la antera hasta el estigma; protege el material genético vital de la desecación y la radiación solar. La superficie del grano está recubierta de ceras y proteínas, que se mantienen en su lugar mediante estructuras llamadas elementos escultóricos en la superficie del grano. La pared externa del polen, que evita que el grano se contraiga y triture el material genético durante la desecación, se compone de dos capas: el tectum y la cabeza del pilo, que está justo encima de la intina. Ambas capas están sostenidas por una región llamada "columela", unos elementos en forma de bastoncillos, y cuya pared exterior está compuesta por un biopolímero resistente, la esporopolenina.
Las aberturas son regiones de la pared del polen que pueden consistir en un adelgazamiento de la exina o una reducción significativa de su espesor. Permiten la contracción y expansión del grano provocado por cambios en el contenido de humedad. El proceso de contracción (encogimiento) del grano se llama "harmomegatia". Las aberturas, o surcos alargados, en el grano se llaman "colpo" o surcos. Las aberturas que son más circulares se llaman "poros". Estas tres aberturas son características importantes en la identificación de clases de polen. El polen se puede describir como inaperturado (aberturas ausentes) o aperturado (aberturas presentes). La abertura puede tener una tapa (opérculo), por lo que se describe como operculada. Sin embargo, el término inaperturado cubre una amplia gama de tipos morfológicos, como funcionalmente inaperturado (criptoaperturado) y omniaperturado. Los granos de polen inadecuados suelen tener paredes delgadas, lo que facilita la germinación del tubo polínico en cualquier posición. Términos como uniaperturados y triaperturados se refieren al número de aberturas presentes (una y tres respectivamente).

La orientación de los surcos (en relación con la tétrada original de microsporas) clasifica el polen como sulcado o colpado. El polen sulcado tiene un surco en el medio de lo que era la cara exterior cuando el grano estaba en su tétrada. Si el polen tiene un solo surco, se describe como monosulcado, si tiene dos como bisulcado, y si son más, como polisulcado. El polen colpado tiene surcos distintos a la mitad de las caras externas. Las eudicotiledóneas tienen polen con tres colpo (tricolpado) o con formas que se derivan evolutivamente del polen tricolpado. La tendencia evolutiva en las plantas ha sido de monosulcado a policolpado o poliporado.

Además, los granos de polen de las gimnospermas a menudo tienen vejigas de aire o vesículas, llamadas sacos. Los sacos no son en realidad globos, sino que tienen forma de esponja; aumentan la flotabilidad del grano de polen y ayudan a mantenerlo en el aire con el viento, ya que la mayoría de las gimnospermas son anemófilas. El polen puede ser monosaccato (solo 1 saco) o bisaccato (2 sacos). Las especies de Pinus, Picea y Podocarpus modernas producen polen saccato.

## Polen fósil
La cubierta externa del grano de polen le da cierta resistencia contra los rigores del proceso de fosilización que suele destruir materiales más delicados. Además el polen, especialmente el de plantas polinizadas por el viento (anemófilas) es producido en grandes cantidades, se acumula sobre el suelo y queda cubierto bajo capas de sedimentos. Por eso existe un extenso archivo de polen fósil que puede ser asociado con las plantas que lo producen. La disciplina de la Paleopalinología se dedica al estudio del polen fósil. Proporciona información útil para la bioestratigrafía y también información sobre la abundancia y variedad de plantas en determinados lugares y épocas; esto sirve para documentar los paleoclimas. También, tanto el polen fósil como el polen moderno son usados en análisis geológicos para medir el impacto ambiental de las civilizaciones humanas a través del tiempo.
El polen más antiguo encontrado pertenece al período Devónico.[cita requerida] Su cantidad y variedad ha ido creciendo a través del tiempo.

## El polen y las abejas

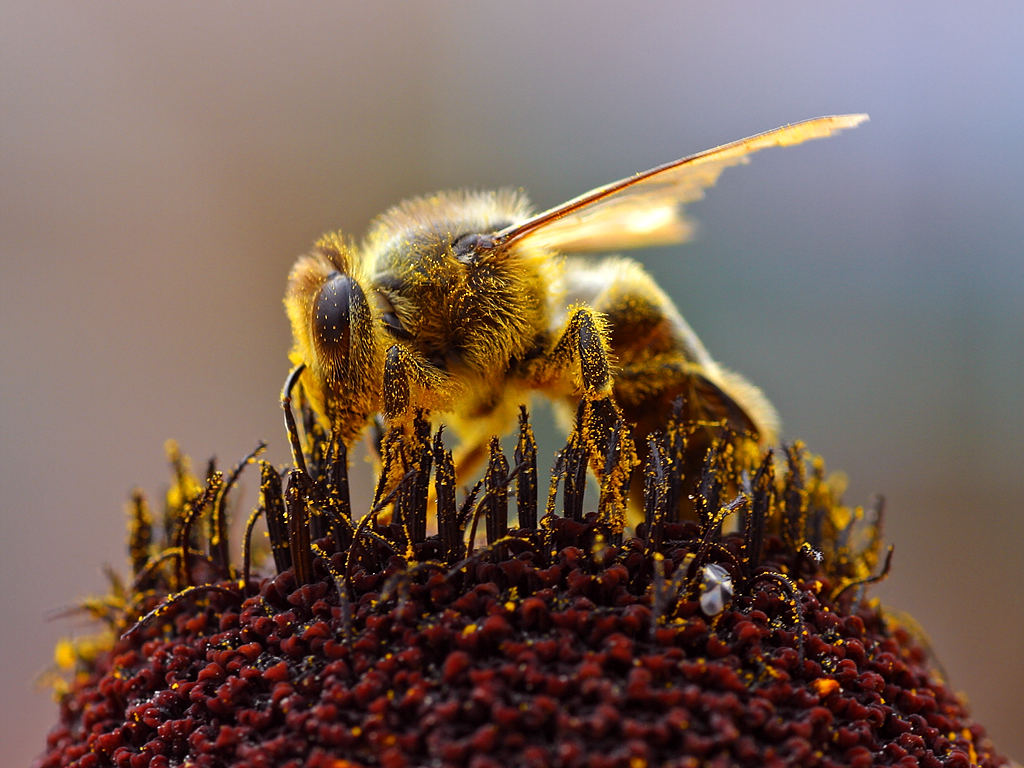
Granos de polen adosados al cuerpo de una abeja.

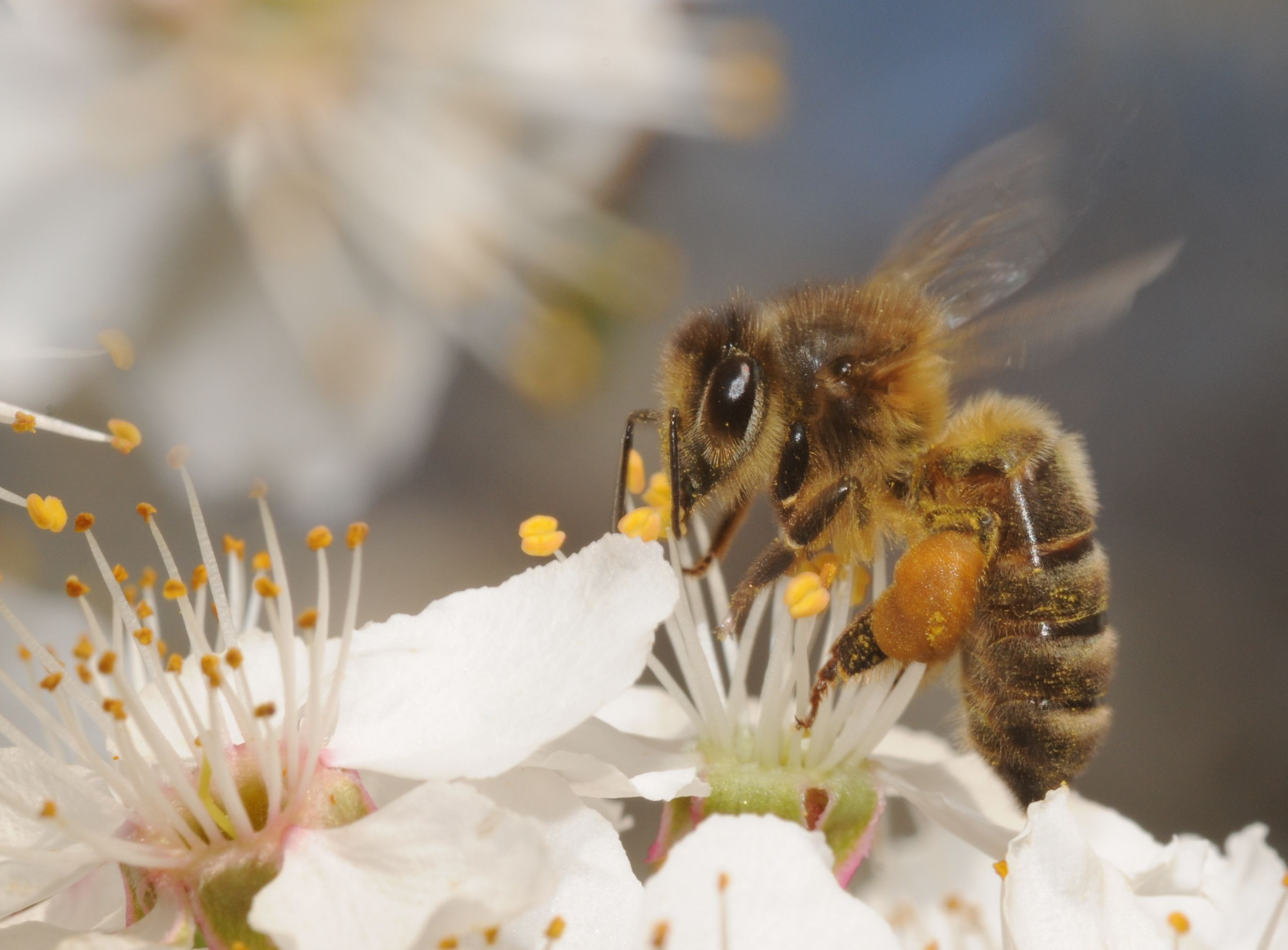
Apis mellifera con corbícula cargada de polen.

Muchos animales no pueden alimentarse del polen. Las abejas melíferas se cuentan entre los que sí pueden hacerlo, esto es posible debido a que generan enzimas capaces de digerir el mismo mientras está almacenado en los panales de cera. No es un proceso inmediato, sino que la abeja almacena el polen en los panales, agrega sus enzimas, tapa este polen con una capa de miel a fin de que sea un proceso anaerobio, y luego de unas semanas el polen se transforma en lo que los apicultores denominan pan de abeja. En esas condiciones el polen resulta digerible, obteniéndose de él todas las proteínas (con los aminoácidos esenciales), grasas, minerales, oligoelementos, etc. El polen es considerado como el alimento básico de la larva de abeja. Los adultos consumen más néctar que polen.
Las abejas melíferas han desarrollado en el tercer par de patas una especie de 'cestas', también denominadas corbículas, a las que por medio de 'peines' trasladan los granos de polen que se adhieren a su cuerpo, los cuales son transportados a la colmena, donde se realiza todo el proceso de fermentación descrito. Otras especies de abejas también poseen corbículas o una versión más primitiva de éstas llamada scopa.

## Polen para el consumo humano
Una variedad de productores apícolas han comenzado a vender polen para el consumo humano, usualmente publicitado como un alimento saludable. El polen contiene agua, aminoácidos, proteínas, lípidos, carbohidratos, minerales, vitaminas, enzimas y otros micronutrientes. La composición depende de la especie pero generalmente, además de numerosas vitaminas y aminoácidos, tiene los siguientes valores nutritivos:
| Proteína | 16-30 % |
| Almidón  | 1-7 %   |
| Azúcares | 0-15 %  |
| Lípidos  | 3-10 %  |

La Administración de Alimentos y Fármacos (FDA) de los Estados Unidos no ha encontrado efectos dañinos del consumo de polen, excepto por algunas alergias. Sin embargo, la FDA no permite que los vendedores de polen aleguen que el producto tiene beneficios para la salud ya que no existe una base científica para tales argumentos. Además hay posibles riesgos de alergias y contaminaciones de pesticidas, hongos o bacterias que pueden ser causados por almacenaje deficiente.
 Algunos productores afirman que cosechar polen es beneficioso para las colmenas pero tal cosa carece de pruebas.

## La aerobiología y el polen
La aerobiología es la ciencia que estudia las partículas biológicas transportadas pasivamente a través del aire, tales como bacterias, esporas de hongos, insectos muy pequeños y polen. Uno de los principales campos de la Aerobiología ha sido el de analizar estas partículas para luchar en la prevención de los síntomas de las alergias al polen.
La Red Española de Aerobiología (REA) fue constituida en 1992 y su centro coordinador se encuentra en el Departamento de Botánica, Ecología y Fisiología de la Universidad de Córdoba. Entre las tareas de este centro coordinador se encuentran la difusión de información polínica nacional en los diferentes medios de comunicación. La Asociación Panamericana de Aerobiología (PAAA) es una sociedad de individuos que comparten un interés profesional o académico en la ciencia de Aerobiología.
El método aerobiológico empleado y estandarizado por la Red Española de Aerobiología es ampliamente utilizado en el campo científico Los datos generados por la Red Española de Aerobiología están sometidos a un estricto control, asegurando su calidad área. Posteriormente se publicaron las Mínimas Recomendaciones del método aerobiológico, tras un intenso trabajo de consenso internacional.
En Chile, se ha realizado monitoreo de polen ambiental en las ciudades de Santiago, Valparaíso, Talca y Temuco, ciudad donde se determinó el calendario polínico y estudios de prevalencia y sensibilización alergénica